# Ставище (зупинний пункт)
Стави́ще — пасажирський зупинний пункт Коростенської дирекції Південно-Західної залізниці, розташований на дільниці Житомир — Фастів I між станцією Корнин (відстань — 7 км) і зупинним пунктом Волиця (5 км). Відстань до ст. Житомир — 75 км, до ст. Фастів I — 26 км.

## Історія
Розташований у Житомирському районі Житомирської області за 3 км на південь від села Мохначки, за 4 км на північ від села Яблунівки.
Відкритий 1954 року. У 2011 році дільницю, на якій розташована платформа, електрифіковано.